# Hours After
Hours After ist ein Jazzalbum des Sun Ra Arkestra. Die am 18. und 19. Dezember 1986 in den Jingle Machine Studios in Mailand entstandenen Aufnahmen erschienen 1989 (oder 1990) sowohl als Langspielplatte als auch als Compactdisc auf Black Saint.

## Hintergrund
Während einer Europatournee des Arkestra entstanden die Aufnahmen zum Album Hours After; beim gleichen Studiotermin wurde auch das Album Reflections in Blue eingespielt, das als erstes veröffentlicht wurde. Das 14-köpfige Orchester besteht aus dem Trompeter Randall Murray, dem Posaunisten Tyrone Hill, sieben Holzbläsern (einschließlich der Arkestra-Veteranen John Gilmore, Marshall Allen und Pat Patrick), und einer vierköpfigen Rhythmusgruppe, zu der neben dem Gitarristen Carl LeBlanc und dem Bassisten Tyler Mitchell zwei Schlagzeuger gehören, Thomas „Bugs“ Hunter und Earl „Buster“ Smith.
Die Liner Notes für das Album schrieb W. Royal Stokes. Nach Ansicht von Hartmut Geerken ist der Titel „Love on a Far Away Planet“ harmonisch mit John Coltranes A Love Supreme verwandt. Hours After gehört zu den letzten Alben, die Sun Ra noch zu Lebzeiten veröffentlichte; dazu zählten auch Purple Night (1990), Mayan Temples (1991) und Destination Unknown (1993).

## Titelliste
- Sun Ra Arkestra: Hours After (Black Saint 120 111-2)[2]

1. But Not for Me (George & Ira Gershwin) 5:58
2. Hours After 8:42
3. Beautiful Love (Egbert Van Alstyne, Haven Gillespie, Victor Young, Wayne King) 4:59
4. Dance of the Extra Terrestrians 13:21
5. Love on a Far Away Planet 10:05

Wenn nicht anders vermerkt, stammen die Kompositionen von Sun Ra.

## Rezeption
Nach Ansicht von Richard Cook und Brian Morton, die das Album in The Penguin Guide to Jazz mit dreieinhalb Sternen auszeichneten, entstand das Album in einer Phase der stetigen, aber oft auch wenig fantasievollen Konsolidierung. Reflections in Blue wie auch das bei diesen Sessions eingespielte Hours After würden sich fast ausschließlich auf Mainstream-Kompositionen fokussieren. Aus dem Rahmen falle jedoch bei Hours After das chaotische „Dance of the Extra Terrestrians“ und „Love on a Far away Planet“, die eher typisch für die anarchischen Shows des Arkestra dieser Zeit seien.
Scott Yanow verlieh dem Album in Allmusic vier Sterne und schrieb, in diesem fortwährend interessanten Programm würden Sun Ra und sein Arkestra typischerweise kuriose Versionen einiger Standards („But Not for Me“ und „Beautiful Love“) spielen, eine swingende Eigenkomposition Ras („Hours After“) und zwei weitere Stücke („Dance of the Extraterrestrains“ und „Love on a Far Away Planet“). Fast auf dem Niveau von Reflections in Blue (aufgenommen in denselben zwei Tagen), enthalte das Material dieser Session eine der stärkeren Versionen von Sun Ras Band [dieser Zeit].